# Otar Korkia
Otar Mikhaylovich Korkia (georgiano:ოთარ ქორქია, cirílico:Отар Михайлович Коркия) (Kutaisi, 10 de maio de 1923 — Tbilisi, 15 de março de 2005) foi um basquetebolista georgiano e soviético que integrou a Seleção Soviética na conquista da Medalha de Prata disputada nos XV Jogos Olímpicos de Verão em 1952 realizados em Helsínquia na Finlândia.

## Prêmios
- Campeão da Euroliga 1961-62 com o BC Dinamo Tbilissi